# 法比奥·维埃拉
法比奥·丹尼尔·费雷拉·维埃拉（葡萄牙語：Fábio Daniel Ferreira Vieira，2000年5月30日—）是一名葡萄牙职业足球运动员，司职中场，現效力于英格蘭超級足球聯賽俱乐部阿森纳。

## 俱樂部生涯

### 阿森納
2022年6月17日，波圖與英超俱樂部阿森纳達成協議，以3500萬歐元加上500萬歐元的附加費購買維埃拉。
2022年9月4日，維埃拉在球隊1-3輸給曼聯的比賽中第74分鐘替換阿尔伯特·萨姆比·洛孔加上演聯賽首秀。

## 榮譽
波圖
- 葡萄牙足球超級聯賽冠軍 : 2019–20[4]、2021–22
- 葡萄牙盃冠軍 : 2021–22

兵工廠
- 英格蘭社區盾冠軍：2023年[5]

## 外部連結
- Arsenal official profile （页面存档备份，存于）
- Premier League profile （页面存档备份，存于）